# Elizabethtown (Karolina Północna)
Elizabethtown – miasto w Stanach Zjednoczonych, w stanie Karolina Północna, w hrabstwie Bladen, położone nad rzeką Cape Fear.